# Special Operations Warrior Foundation
A Special Operations Warrior Foundation (SOWF) é uma organização sem fins lucrativos fundada em 1980 para conceder bolsas de estudo universitárias e aconselhamento educacional aos filhos de sobreviventes das Operações Especiais mortos em acidentes de formação ou de missões operacionais. Estes serviços são prestados em todo os Estados Unidos e no exterior, dependendo de onde as crianças sobreviventes residem.